# Рябодзьоба пірникоза
Рябодзьоба пірникоза, або норець (Podilymbus) — рід птахів родини пірникозових. Поширений у Північній та Південній Америці. Включає два сучасних види, один з них вимер в другій половині XX століття.

## Види
- Пірникоза гватемальська (Podilymbus gigas) — вимер у 1989 році.
- Пірникоза рябодзьоба (Podilymbus podiceps).

Викопні
- Podilymbus majusculus (пізній пліоцен, Вісконсин)
- Podilymbus wetmorei (пізній плейстоцен, Флорида)
- Podilymbus podiceps magnus — палеопідвид.